# Michel Lorenzi
Pour les articles homonymes, voir Lorenzi.
 (juin 2014).
- Si vous ne connaissez pas le sujet, laissez ce bandeau (vous pouvez alors contacter les auteurs).
- Si vous supprimez le contenu mis en cause (vous pouvez préalablement contacter les auteurs),

argumentez précisément cette suppression dans la page de discussion
(un manque de référence n'est pas un argument ; une recherche réelle de référence doit avoir été effectuée, être formellement documentée).
 (juin 2014).
Si vous disposez d'ouvrages ou d'articles de référence ou si vous connaissez des sites web de qualité traitant du thème abordé ici, merci de compléter l'article en donnant les références utiles à sa vérifiabilité et en les liant à la section « Notes et références ».
Michel Lorenzi né le 12 juillet 1931 dans le 14e arrondissement de Paris et mort le 23 décembre 2018 au Kremlin-Bicêtre est un sculpteur-mouleur français.

## Biographie
Michel Lorenzi est né dans une famille de mouleur d'art originaire de la région de Lucca en Toscane, dont l'arrière-grand-père prénommé Michel qui avait une maison à Piano di Coreglia vient s'installer à Paris vers 1868 et fonde son propre atelier au 19-21, rue Racine en 1871. Ses deux fils Pierre et Charles reprendront l'atelier poursuivant l'œuvre de leur père, avant de se séparer, Pierre gardant l'atelier de la rue Racine, et Charles s'installant 119, boulevard du Montparnasse. Les deux fils de Pierre, Marcel et Roger, reprennent ensuite l'atelier.
Michel Lorenzi fait ses études au collège de la rue du Pont-de-Lodi à Paris, puis entre à l'École supérieure des arts appliqués Duperré.
Après son service militaire en 1952, il s'installe dans son atelier parisien personnel au 18, rue d'Odessa, puis à la suite de son grand-oncle, Charles, le frère de Pierre, au 23, rue du Départ et 119, boulevard du Montparnasse , puis il reprend l'atelier que celui-ci a créé dans un ancien relais de postes en 1944 à Arcueil. En 1974, il regroupe dans cet ancien relais de Postes du 60, avenue Laplace à Arcueil les activités des ateliers de son père et de son oncle.
Il fait évoluer l'entreprise en s'ouvrant aux techniques nouvelles de moulage en résine, les moulages étant à l'origine  essentiellement en plâtre. La gélatine et les polyuréthanes offrent la prise d'une parfaite empreinte et permettent de reproduire à l'identique des sculptures endommagées en vue de leur remplacement par des moulages en résine composite. La résine peut être mélangée à la poudre de pierre ou de métal, ce qui lui donne un aspect proche de l'original, comme les torchères de la galerie des Glaces à Versailles ou les statues du péristyle du palais Bourbon à Paris.

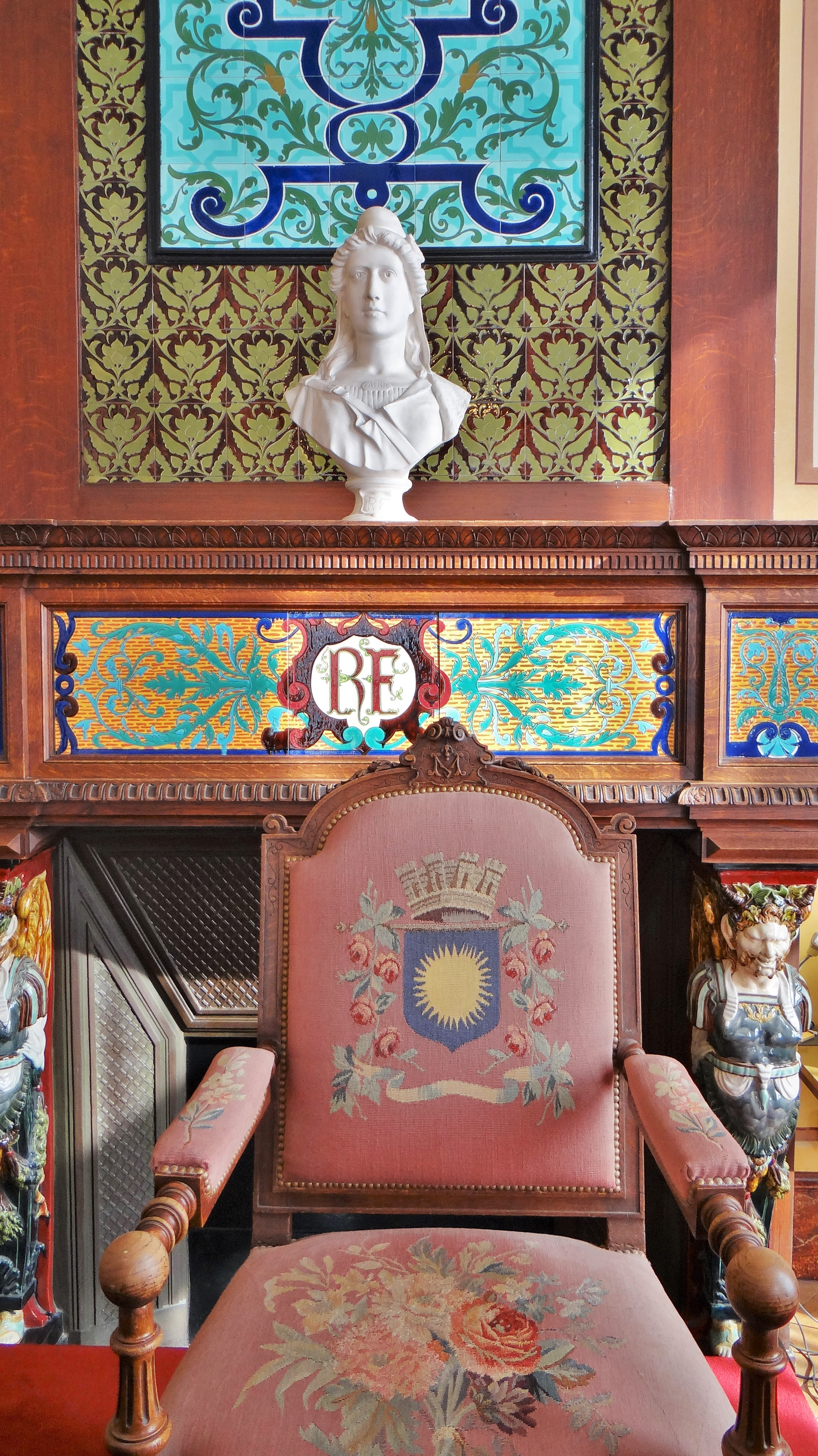
Marianne (1980) par les ateliers Lorenzi dans la salle des mariages de l'hôtel de ville de Montrouge.

Les patines donnent un rendu de l'aspect du bois, du bois doré, des marbres, du bronze, de la pierre, de la céramique et permettent de réaliser des copies moins onéreuses que celles réalisées par un artiste dans le matériau d'origine. L'atelier Lorenzi, avec ses collaborateurs Isabelle Gaultier, Loïc Boinet, Marie-Annick Bresson, José Garcia, Valérye Thomas, Sophie Lorenzi, Quentin Vincent Thomas — aujourd'hui chef d'atelier au musée Grévin à Paris — travaille en collaboration avec la Réunion des musées nationaux pour l'édition de statues, avec des sculpteurs, également les mairies, pour la fourniture de bustes de Marianne, des architectes et décorateurs pour la fourniture de bas-reliefs, colonnes, ornementations diverses, des écoles d'art. Il loue également des moulages pour le cinéma, la télévision ou le théâtre. La collection de la maison Lorenzi, qui conserve un échantillon de modèles de statuaire de l'Antiquité à nos jours, est la seconde en nombre de pièces après celle de la Réunion des musées nationaux.
En 1994, le ministère de la Culture remet le titre de maître d'art à Michel Lorenzi, consacrant son excellence professionnelle, sa maîtrise des techniques de son art et ses compétences pédagogiques à transmettre son savoir. Son atelier mène également une activité de reconstitution d'œuvre brisée et restauration de patine de moulage en plâtre. Les pièces sortant de ses ateliers peuvent être en plâtre, en résine polyester ou en pierre reconstituée avec des patines au choix.
Après le décès de sa fille qui travaillait avec lui, il est atteint d'une dégénérescence musculaire, qui le forcera à l'inactivité physique restant sept ans alité. Il meurt le 23 décembre 2018 au Kremlin-Bicêtre et est inhumé le 2 janvier 2019 au cimetière de Follainville-Dennemont.

## Réalisations
Les ateliers Lorenzi conservent plus de 1 100 moules[réf. nécessaire].

### Moulage statuaire
- Torchère du Palais Piaggio, à Rome, lanterne en résine
- Louis-Michel Lepeletier de Saint-Fargeau, anonyme, buste en plâtre[2].
- Ours blanc, d'après François Pompon, Paris, Muséum national d'histoire naturelle, entrée de la grande galerie de l'Évolution.
- Madame du Barry, d'après Augustin Pajou.
- Georges-Louis Leclerc de Buffon, d'après Jean-Antoine Houdon, 60 × 16 cm, édition Lorenzi de la fin du XIXe siècle, 21 rue Racine à Paris, signature à gauche : Houdon. Nevers, musée de la Faïence et des Beaux-Arts (n°inv:NS137)[3].
- Camille Claudel, d'après Auguste Rodin.
- Têtes des stalles de l'abbaye d'Aubazine.
- Chimères de Notre-Dame de Paris.
- Maximilien de Sully, Michel de l'Hospital, Henri François d'Aguesseau, Jean-Baptiste Colbert, Athena et Montesquieu autre statue, dans les jardins de l'Assemblée, moulage en résine composite des statues en pierre de la colonnade du palais Bourbon à Paris en vue de leur remplacement en 1989.
- Reliefs de l'Arc de triomphe de l'Étoile[Lesquels ?].
- Moulages[Lesquels ?] d'après Jean Dubuffet, Salvador Dalí, Niki de Saint Phalle, François-Xavier Lalanne.
- Le Moscophore, d'après l'œuvre du VIe siècle av. J.-C.
- Calendrier Aztèque.
- L'Inconnue de la Seine, anonyme, plâtre patiné marbre[4].
- Femme au Polochon, d'après James Pradier, plâtre patiné terre cuite, 19 × 32 cm, moulage du XIXe siècle[5].
- La Blanchisseuse ou Femme assise dans un panier, d'après James Pradier.
- Apollon et Daphné, Suicide du galate, Oreste et Électre, moulages en résine de pierre, château de Sceaux.
- Combat d'une licorne et d'un dragon et Chien égorgeant un loup (vers 1672-1675), 175 cm et 175 cm. Pendant longtemps donnés à Antoine Coysevox, ces deux groupes animaliers en pierre présentés à l'orangerie sont maintenant attribués à Jean-Baptiste Théodon (1645-1713), à l'entrée du parc de Sceaux.
- Sculptures du bassin de Latone, d'après Gaspard et Balthazar Marsy, remplacées en 1980, parc du château de Versailles.
- Statue de Montesquieu, Paris, hôtel de Lassay.
- Le Génie du Mal, d'après l'original en marbre, château de Compiègne.
- Faune au chevreau, d'après une copie d'après l'antique par Pierre Lepautre, et Vénus Callipyge, d'après Jean Thierry et François Barois, moulages des marbres aujourd'hui conservés au musée du Louvre, Paris, jardin des Tuileries.
- Une statue[Laquelle ?], Paris, parc Monceau.
- Dragon, d'après Paul-Ambroise Slodtz, moulage en résine de pierre, Paris, 50, rue de Rennes.

### Moulage ornemental
Environ 900 moules de motifs d'ornementation[réf. nécessaire].
- Colonnes
- Coquilles
- Vasques
- Vases
- Bancs
- Feuillages
- Feuille d'acanthe
- Fleur de lys
- Bas-reliefs
- Animaux
- Anatomie
- Fontaine Wallace

### Accessoires, décors, scénographie et créations
- Torchères, à l'exception d'une qui est l'originale, de la galerie des Glaces du château de Versailles.
- Console, décors, meubles en faux marbre pour les parfums Caron.
- Neuf statues par Marie-Annick Bresson pour la scénographie du spectacle Les Imaginaires de Loire au château de Montsoreau.
- Décors et accessoires pour le Parc Astérix à Plailly.
- Éléments d'architecture pour Jacques Garcia, Paris, hôtel Royal Monceau.
- Lanterne et décoration de lambris pour un salon de l'ôtel Piaggio à Rome.
- Porte composée de 24 panneaux sculptés, Tokyo, temple Tenchi.
- Costumes pour Disneyland Paris.
- Souris lisant le journal, d'après Plantu, sculpture pour une exposition.
- Moulages pour l'écomusée du Val de Bièvre à Fresnes.
- Accessoires du décor de la pièce de théâtre L'Emmerdeur de Francis Veber au théâtre de la Porte-Saint-Martin, 2005.
- Le Soldat rose[Par qui ?], réalisation en 100 exemplaires.
- Hommage à Maillol, Marie-Annick Bresson, résine de marbre.
- De Toro, Marie-Annick Bresson, moulage en résine.

### Reportages télévisés
- Reportage dans l'émission Question maison sur France 5, [quelle date ?], 2008[réf. incomplète].
- Reportage dans le Journal de 13 heures de TF1, [quelle date ?], 2010[réf. incomplète].
- Reportage dans l'émission Comment ça va bien de Stéphane Bern, Antenne 2, [quelle date ?], 2011[réf. incomplète].